# Vilém Vidlák
Vilém Vidlák (13. května 1898 Třebíč – 20. května 1968 Brno) byl český obchodní zástupce, voják a interbrigadista.

## Biografie
Vilém Vidlák se narodil v roce 1898 v Třebíči, Jejkově, jeho otcem byl obuvník. Vystudoval obecnou školu, po dokončení školy odešel do chlapeckého vojenského ústavu do Bibru v Rakousku. V první světové válce nastoupil na balkánskou frontu k dělostřelectvu. Po skončení války působil v Brně jako obchodní zástupce. V lednu roku 1937 odešel do španělské občanské války, kdy by pověřen založením protiletadlové baterie Gottwald, která byla zformována na počátku roku 1937 na základně interbrigád v Albacete. Stal se pak zástupcem velitele baterie Bohuslava Laštovičky. Baterie byla poprvé bojově nasazena v únoru 1937 na frontě u Jaramy nedaleko vesnice Morata de Tajuna. Následně pak bojovala nedaleko Madridu.

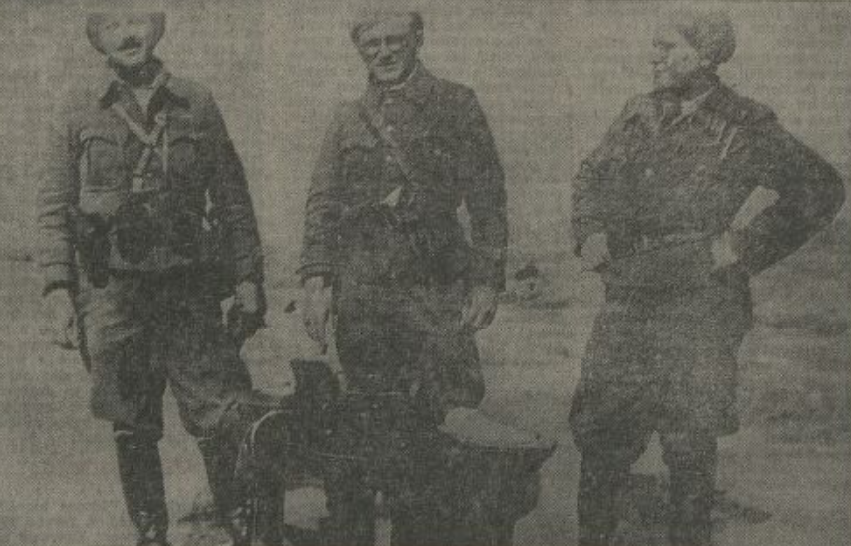
Příslušníci baterie Gottwald (V. Vidlák, B. Laštovička, ?), cca 1938

Vilém Vidlák bojoval až do konce roku 1937, kdy byl při bojích těžce poraněn. Do března následujícího roku se léčil ve Španělsku, posléze byl letecky přepraven do Československa. Dne 1. září 1939 pak byl zatčen gestapem a uvězněn, zpočátku byl vězněn v koncentračním táboře Dachau, následně pak v KT Buchenwald. V Buchenwaldu se účastnil povstání vězňů. V červnu 1945 vedl moravské sběrné tábory pro Němce.
Po druhé světové válce pracoval ve Vyškově od roku 1949 jako vedoucí lihovaru. Zemřel 20. května 1968 v Brně a byl pohřben na Královopolském hřbitově.